# Euploea latistriga
Euploea latistriga är en fjärilsart som beskrevs av Hans Fruhstorfer 1910. Euploea latistriga ingår i släktet Euploea och familjen praktfjärilar. Inga underarter finns listade i Catalogue of Life.